# Jan Arski
Jan Arski, właściwie Jan Włodarczak (ur. 23 grudnia 1905 w Gorzycach, zm. 7 lipca 1991 w Poznaniu) – polski bokser.
Pierwsze kroki na ringu stawiał w 1923 roku jako zawodnik Wielkopolskiego Klubu Bokserskiego, a od 1924 do zakończenia kariery w 1933, był zawodnikiem Warty Poznań. Walczył w kategorii półśredniej mimo nie najlepszych warunków fizycznych. Pięciokrotnie został mistrzem Polski w 1926, 1927, 1928, 1929 i 1930, dwukrotnie wywalczył wicemistrzostwo Polski w 1925 i 1931, a raz był brązowym medalistą w 1932 roku. W walce o drużynowe mistrzostwo Polski, z Wartą stanął cztery razy na najwyższym podium w 1927, 1930, 1932 i 1933. Uczestniczył w mistrzostwach Europy w Berlinie 1927, przegrywając w wadze półśredniej swój ćwierćfinałowy pojedynek. W meczach międzypaństwowych występował 10 razy w barwach Polski, odnosząc 7 zwycięstw, 1 remis, i 2 porażki w latach 1928–1932. Był bokserem dobrze wyszkolonym technicznie, o bardzo mocnym i celnym ciosie. Większość jego walk kończyła się przed czasem, to też otrzymał za to przydomek "król nokautu". Należał do najlepszych pięściarzy w Polsce okresu międzywojennego w swojej kategorii wagowej. W ringu stoczył 132 walki, z których 97 wygrał, 15 zremisował i 20 przegrał.
Po zakończeniu kariery zawodniczej, zajął się z dużym powodzeniem, szkoleniem młodych adeptów boksu.
Został pochowany na Cmentarzu Junikowo w Poznaniu w Alei Zasłużonych (pole: AZ, kwatera: 3, rząd: P, miejsce: 10).